# 铁线虫科
铁线虫科（学名：Gordiidae）为铁线虫目的一个科。

## 下级分类
本科包括以下属：
- 尖尾铁线虫属 Acutogordius Heinze, 1952
- 铁线虫属 Gordius